# Mel Calman
Melville Calman (* 19. Mai 1931 in Stamford Hill (London); † 10. Februar 1994 in London) war ein britischer Cartoonist.

## Leben und Wirken
Melville Calman war das jüngste von drei Kindern jüdischer Eltern. Sein Vater Clement Calman war ein russischer Holzhändler, seine Mutter Anna stammte aus Litauen. Sie wanderten um 1912 von Odessa nach England ein. Wegen des Ausbruchs des Zweiten Weltkriegs und der damit einhergehenden Luftangriffe evakuierten ihn seine Eltern nach Cambridge, wo er die Perse School besuchte. Er belegte Vorlesungen an der University of Cambridge, erhielt aber keinen Studienplatz. Er kehrte nach London zurück mit dem Ziel des Journalistenstudiums, nahm jedoch 1949 ein Kunststudium am Borough Polytechnic Institute auf. Im Anschluss daran studierte er von 1951 bis 1953 (Buch-)Illustration an der Saint Martin's School of Art und am Goldsmiths College.
Nach Beendigung seines Studiums diente Calman zwei Jahre lang im National Service. Während dieser Zeit wurden schon einige seiner Cartoons im Soldier Magazine veröffentlicht. 1956 wurde er aus der Armee entlassen und war freiberuflich als Cartoonist tätig, fand aber zunächst keine Abnehmer für seine Zeichnungen. Der Kunstredakteur der Zeitschrift Punch schrieb ihm: „Ich bezweifle, dass 'Cartooning' (wie es allgemein genannt wird) wirklich Ihr Ding ist. … Leider entsprechen weder Ihre Zeichnungen noch Ideen dem von uns verlangten Standard.“
1957 begann er für den Daily Express zu arbeiten. Seine Zeichnungen wurden innerhalb der „William Hickey“-Kolumne gedruckt und seine Zusammenarbeit mit dem Daily Express hielt bis 1963 an. 1962 veröffentlichte Calman die erste von insgesamt 20 Cartoon-Sammlungen unter dem Titel Through the Telephone Directory with Mel Calman. Im selben Jahr begann er den Bedsit-Strip für den Sunday Telegraph zu zeichnen und kreierte die Figur, die bekannt machte – „little man“.
„Little man“, ein Mann mittleren Alters mit Glatze und überproportional großer Nase spiegelte Calmans eigene lebenslange Depressionen wider. Die Themen seiner Cartoons konzentrierten sich mit minimalistischen Details und selbstironischem Humor auf die Ängste des „little man“ hinsichtlich Gesundheit, Tod, Gott, Leistung, Moral und Frauen u. a.
Die „little man“-Cartoons wurden in zahlreichen britischen Zeitungen publiziert – u. a. im Daily Express (1957–1963), im Sunday Telegraph (1964–1965), im Observer (1965–1966), der Sunday Times (1969–1984) und The Times (1979–1994). Er arbeitete ebenfalls für die BBC und für Magazine wie Cosmopolitan. Eine Vielzahl seiner Cartoons wurde in Buchform veröffentlicht, u. a. Through the Telephone Directory with Mel Calman (1962), This Pestered Isle (1973), Help and Other Ruminations (1982), Modern Times (1988) und Merrie England plc (mit seinen Cartoons aus der Times) (1990). 1986 veröffentlichte er seine Autobiografie What Else Do You Do? Sketches from a Cartoonist’s Life.
Darüber hinaus war Calman in seinen späteren Jahren als Kunsthändler tätig und gründete 1970 The Workshop, aus dem die Cartoon Gallery hervorging. 1988 war er Mitbegründer und Vorsitzender des Cartoon Art Trust, dessen Ziel es war, die Kunst britischer Cartoons und Karikaturen zu fördern und ein Cartoon-Museum zu errichten. Dieses wurde 2006 eröffnet.

## Privates
Mel Calman heiratete 1957 Pat McNeill. Aus dieser Ehe gingen zwei Töchter hervor: Claire und Stephanie, die beide Schriftstellerinnen wurden. In zweiter Ehe war Calman mit der Künstlerin Karen Usborne verheiratet. Diese Ehe blieb kinderlos und wurde 1982 geschieden. Von 1984 bis 1994 lebte er mit der Schriftstellerin Deborah Moggach zusammen.